# Cédula de identidad (Uruguay)
La cédula de identidad de Uruguay es otorgada por el Ministerio del Interior y la Dirección Nacional de Identificación Civil (DNIC). Es obligatoria y fundamental para realizar trámites varios, ya sea a nivel gubernamental o privado.
El documento es obligatorio para todos los habitantes de Uruguay, sean ciudadanos naturales y legales, o extranjeros residentes en el país, incluso para los niños a partir de los 45 días de nacidos.

## Características

### Antigua cédula de identidad
Hasta 2018 fue expedido un cartón plastificado de 9 cm de ancho por 5 cm de alto, aproximadamente, donde predomina el color verde agua, mostrando en su centro la Bandera de los Treinta y Tres Orientales, con la inscripción «Libertad o Muerte». En el dorso aparece la foto del dueño, el número asignado por la D.N.I.C. (que incluye un autogenerado o dígito de verificación), nombre completo junto a apellidos y firma del correspondiente (o constancia de no saber o no poder firmar).
En el reverso aparece la nacionalidad, la fecha de nacimiento, fecha de la expedición del documento y la fecha de vencimiento del mismo (habitualmente 10 años después de la fecha de expedición, aunque si se expide luego de los 70 años de edad, es vitalicia y para los niños la validez es de cinco años). También se encuentra la huella digital del pulgar derecho y observaciones si correspondieren. Desde el 2010 también cuenta con otros medidas extra como una foto, y un código de barras.
Es utilizado en todos los trámites, desde compras con tarjeta de crédito a cualquier validación de identidad, comprobación de edad, etc.

### Nueva cédula de identidad electrónica
En 2015, la cédula de identidad de Uruguay cambia y pasa a tener otras medidas de seguridad y control.

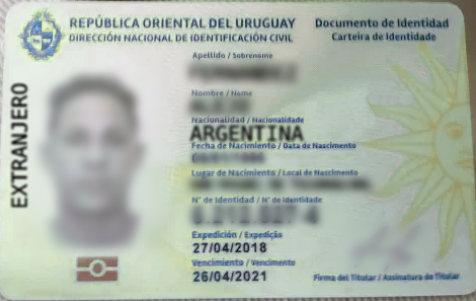
Documento de identidad uruguayo para extranjeros emitido a un ciudadano argentino

La nueva cédula está construida sobre policarbonato y es impresa con grabado láser, garantizando así la durabilidad deseada de 10 años, así como también imposibilitando el borrado o sustitución de datos en la misma, dado que en esencia el policarbonato es quemado por el láser. Por otra parte, cuenta con medidas de seguridad de primer nivel, que son las visibles al ojo humano (ej. tramas guilloché y tinta OVI), medidas de segundo nivel, que son las visibles con instrumental específico como luz negra o microscopio (ej. microtexto y hologramas UV), y medidas de tercer nivel, que son las que requieren instrumental específico y que son solo conocidas por la D.N.I.C.
A nivel electrónico, la cédula de los mayores de edad posee dos chips, uno visible y de contacto y uno no visible y de uso sin contacto. El chip sin contacto contiene el documento de viaje electrónico, conformante con la normativa ICAO para documentos de viaje electrónicos. Si bien no sustituye el pasaporte por las propias regulaciones de ICAO, sí provee una funcionalidad análoga al chip sin contacto de los nuevos pasaportes electrónicos, y permite realizar control migratorio automático en las estaciones que así lo permitan en los países a los que se permite viajar con la cédula (Sudamérica), como lo es en los eGates del Aeropuerto de Carrasco. El chip con contacto contiene aplicaciones destinadas a realizar identificación electrónica de las personas, pensadas para su uso en contextos de servicios electrónicos, tanto públicos como privados. En este sentido, cuenta con una funcionalidad para leer electrónicamente todos los datos del titular (Identificación), una para confrontar electrónicamente la huella de una persona contra la almacenada para ver si efectivamente es el dueño de la cédula (Match-On-Card) y cuenta con un par de llaves y un certificado electrónico para realizar autenticación y firma electrónica avanzada de personas.
Para los extranjeros viene de color amarillo en vez de azul y con una leyenda diciendo «Extranjero».
En el caso de ciudadanos naturalizados (ciudadanos legales), aun no emiten cédulas que sean consistentes con ICAO 9303-3 7.1; ya que DNIC interpreta nacionalidad distinta a los conceptos internacionales, y coloca el país o territorio de nacimiento del ciudadano uruguayo naturalizado y no su ciudadanía "uruguaya".  Esto resulta en rechazos en los eGates y de parte de migración en otros países ya que no son 

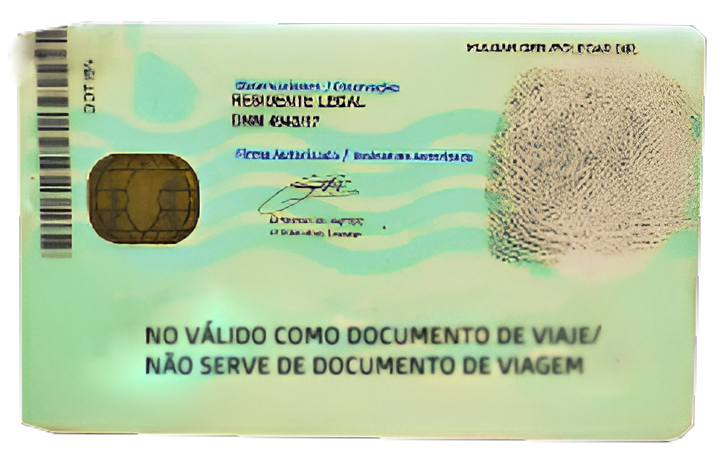
Reverso de una Cédula de identidad emitida a un ciudadano argentino

consistentes los campos de país de emisión y país de ciudadanía/nacionalidad.  En algunos casos, implica la emisión de cédulas con una nacionalidad que el individuo no tiene, o una nacionalidad que no existe (si nació en un país que ya no existe, o un territorio que no tiene nacionalidad propia).  El ministro del Interior confirmó en una reunión en mayo de 2024 que este error será rectificado en la versión nueva de la cédula de identidad que entrara en vigencia a finales de 2024 o comienzos de 2025 https://www.nacionalidad.uy/downloads/20240520_STU_Nota_Martinelli_copia.pdf.
Cabe destacar que la cédula de identidad electrónica de menores de edad no tiene chip alguno.

#### Aplicaciones y usos del chip sin contacto
El chip sin contacto de la cédula electrónica contiene la aplicación de documento de viaje electrónico. Dicha aplicación es completamente compatible con la especificación establecida en el documento ICAO 9303 para documentos de viaje electrónicos y con información biométrica, por lo que cualquier sistema que implemente la lectura de este tipo de documentos, incluyendo los eGates, podrá leer y validar la información de la persona de su CI electrónica en forma inalámbrica. Su uso está pensado para controles migratorios automáticos, en los que el sistema de control puede leer electrónicamente los datos del viajero y mediante reconocimiento facial verificar que efectivamente es la persona que está queriendo pasar, autenticándolo completamente. Debido a que también lee información identificatoria de la persona, puede realizar cualquier control adicional que considere necesario, como verificación contra listas de habilitación para viajar por cualquier causa legal que aplique. Si bien el documento de viaje por excelencia es el pasaporte, que también es electrónico con la misma tecnología, la CI puede ser usada como documento de viaje en Sudamérica y por lo tanto puede ser usada electrónicamente también. Sin perjuicio de todo esto, se puede además utilizar esta aplicación de documento de viaje para el fin que se desee, leyendo la información oportunamente con un lector sin contacto en cualquier sistema.
Para prevenir la lectura no autorizada de los datos, por ejemplo por parte de un lector oculto en la calle, el chip cuenta con protección de tipo BAC - Basic Access Control. Dicho mecanismo consiste en que para leer los datos se debe presentar un secreto compartido. Según se indica en la propia especificación de ICAO, dicho secreto puede ser derivado de forma sencilla a partir de información que se encuentra impresa en el documento, e incluso forma parte de la MRZ (Machine Readable Zone) y puede ser leído ópticamente por una máquina. Esto provoca que cuando se quiere voluntariamente leer electrónicamente el documento, por ejemplo en un control migratorio, el procedimiento es muy sencillo, pero hace imposible la lectura de los datos de forma oculta evitando así abusos sobre la privacidad de la persona. Adicionalmente, el chip cuenta con protección mediante Active Authentication, que básicamente consiste en que los datos estén firmados electrónicamente por la autoridad emisora, en este caso DNIC, pero que además el chip cuente con una clave privada mediante la cual es posible autenticarlo, y determinar así que no fue clonado.
Todas las funcionalidades y mecanismos de seguridad implementados en el chip sin contacto son completamente conformantes con ICAO 9303, por lo que su uso es estándar y pueden encontrarse recursos en abundancia para hacerlo. No obstante, en el siguiente enlace se encontrará documentación para hacerlo. Documento de Viaje Electrónico (ICAO)

#### Aplicaciones y usos del chip con contacto
Se trata del chip visible de la cédula, y es un chip conformante con la normativa ISO/IEC 7816 en todas sus secciones. Para acceder al mismo, es necesario un lector de tarjetas inteligentes estándar, que se puede conseguir en plaza, en terminales POS estándar (es la misma interfaz física que las tarjetas EMV) e incluso viene integrado en algunas computadoras personales.
Este cuenta con varias funcionalidades, que pueden ser agrupadas conceptualmente en tres aplicaciones:

##### Identificación
Obtención de datos visibles en el plástico (menos la imagen de la huella e imagen de la firma) en formato electrónico, permitiendo así la lectura automática de los mismos por parte de un sistema informático, evitando digitaciones y simplificando así procesos de registro por ejemplo.

##### Match on Card
Confrontación biométrica de una huella capturada contra las huellas de la persona, almacenadas en el documento. Permite implementar la verificación fehaciente de que una persona es efectivamente la dueña de un documento de identidad dado, evitando así la validación humana tradicional de comparar la persona contra la foto impresa, y reduciendo así notablemente el riesgo de suplantación de identidad.

##### Autenticación y firma electrónica avanzada
La cédula contiene un par de llaves y un certificado de Firma Electrónica Avanzada de Persona Física. Esta aplicación permite utilizarlo para realizar la firma electrónica avanzada de un documento o realizar una autenticación fuerte utilizando ese par de llaves y certificado. Su activación requiere el ingreso de un PIN que es elegido por el usuario en el momento en que le entregan por primera vez el documento.
De acuerdo a la especificación ISO 7816, sección 4, la cédula electrónica es utilizada desde un sistema al cual está conectada mediante el intercambio de comandos y respuestas Application Protocol Data Unit (APDU), por lo que cualquier uso de la misma puede ser hecho intercambiando los comandos apropiados. La ventaja que ofrecen estos comandos es la flexibilidad, dado que se puede acceder directamente a cada función de la CI, a mucho más bajo nivel que las tres aplicaciones anteriormente mencionadas. La desventaja radica en que el nivel de complejidad es alto, dado que los comandos y respuestas son en esencia secuencias de Bytes con una estructura mínima, además de que necesario acceder al hardware directamente, por lo que se debe estar ejecutando en la máquina a la que está directamente conectada la CIe (máquina Cliente en una Arquitectura Web o Cliente-Servidor).

## Información
Desde 2015, la cédula de identidad de Uruguay se expide en español y portugués, y muestra la siguiente información:
- Fotografía digital
- Nombre completo (apellidos y nombres, en ese orden).
- Nacionalidad.
- Fecha de nacimiento.
- Lugar de nacimiento, departamento y país.
- Número de cédula de identidad de Uruguay.
- Fecha de expedición.
- Fecha de vencimiento.
- Firma digital.
- Dos chips con datos personales: uno de ellos a la vista, y, el otro, oculto.
- Huella del pulgar derecho.
- Código de barras.
- Espacio para agregar observaciones.

El chip sin contacto, contiene los requisitos solicitados por Organización de Aviación Civil Internacional (OACI) para documentos de viaje, y contiene los datos impresos de la Cédula de Identidad de Uruguay, foto, datos patronímicos y el MRZ (machine readable zone).
El chip con contacto, tiene la aplicación de la firma electrónica para la autentificación del documento mediante la huella; y la misma aplicación del chip OACI, que tiene los datos, lo que permite la lectura digital del mismo.

## Cédula de identidad como documento de viaje
Para viajar fuera de Uruguay o retornar al país, los uruguayos requieren documentos de identidad o documentos de viaje para transitar y pasar los controles migratorios en aeropuertos o fronteras terrestres; sin embargo hay países a los que los uruguayos pueden viajar solo con la Cédula de identidad, sin la necesidad de portar el Pasaporte uruguayo o  Visa de Viaje, gracias a acuerdos internacionales.
Uruguay es un miembro asociado de la Comunidad Andina y un Miembro fundador del Mercosur, por lo que los ciudadanos uruguayos pueden ingresar a los países miembros de estos acuerdos solo con la presentación de su Cédula de identidad, así mismo los ciudadanos de los países miembros pueden ingresar a Uruguay solo con la presentación de su respectivo Documento de identidad ; estos países son:
| Comunidad Andina | Documentos de viaje permitidos                            | Mercosur  | Documentos de viaje permitidos                                |
| Bolivia          | Cédula de identidad boliviana Pasaporte boliviano         | Argentina | Documento nacional de identidad argentino Pasaporte argentino |
| Colombia         | Cédula de ciudadanía colombiana Pasaporte colombiano      | Bolivia   | Cédula de identidad boliviana Pasaporte boliviano             |
| Ecuador          | Cédula de ciudadanía ecuatoriana Pasaporte ecuatoriano    | Brasil    | Carteira de Identidade brasileña Pasaporte brasileño          |
| Perú             | Documento nacional de identidad peruano Pasaporte peruano | Chile     | Cédula de identidad chilena Pasaporte chileno                 |
|                  |                                                           | Colombia  | Cédula de ciudadanía colombiana Pasaporte colombiano          |
|                  |                                                           | Ecuador   | Cédula de ciudadanía ecuatoriana Pasaporte ecuatoriano        |
|                  |                                                           | Paraguay  | Cédula de identificación civil paraguaya Pasaporte paraguayo  |
|                  |                                                           | Perú      | Documento nacional de identidad peruano Pasaporte peruano     |
|                  |                                                           | Uruguay   | Cédula de identidad uruguaya Pasaporte uruguayo               |